# جهينة للصناعات الغذائية
جهينة للصناعات الغذائية (بالإنجليزية: Juhayna Food Industries) هي شركة مصرية تأسست عام 1983 وبدأت نشاطها لإنتاج الألبان والزبادي والعصائر في أبريل 1987 برأس مال 1.3 مليون جنيه، تم دمج جهينة للألبان في شركة جهينة للصناعات الغذائية عام 2004 لتصبح شركة متخصصة في إنتاج الألبان ومنتجاتها والعصائر، إضافة إلي امتلاكها لعدد 5 شركات صناعية وشركة للأعمال البيعية واللوجستية وشركة للإنتاج الزراعي والحيواني، بدأت جهينة للصناعات الغذائية نشاطها في يناير 1996، تقوم بتصنيع الألبان ومنتجاتها، رأس المال المرخص 5 مليارات جنية، ورأس المال المدفــوع 706,053,811 جنيه موزعة على عدد 706,053,811 سهم بقيمة اسمية 1 جنيه للسهم، الشركة مقيدة لدي البورصة بتاريخ مايو 2010 وهي من ضمن شركات المؤشر الرئيسى بالبورصة ايجي اكس 30.

## تاريخ الشركة
تم إنشاء الشركة في عام 1983 م على يد المهندس المصري صفوان ثابت وتم حينها توقيع اتفاقية مع شركة تترا باك العالمية والمختصة بأعمال التعبئة والتغليف لتغليف منتجات الشركة.

## نشاط الشركة
إنشاء شركة مشتركة (آرجو للصناعات الغذائية) بفضل اتفاقية شراكة مع شركة أرلا فودز الأوروبية المتخصصة في صناعة الألبان.
كما وقعت بروتوكول تعاون مع «فوري» لخدمات التحصيل الإلكتروني، باستثمارات سنوية تصل 15 مليون جنيه.
مشاركة الشركة في الدورة الثالثة لمعرض أفريقيا للتصنيع الغذائى، كما شاركت في المعرض الدولي للخدمات الغذائية (أنوجا)، بمدينة كولونيا الألمانية.

## مشاكل تعرضت لها الشركة
في عام 2010 م تعرضت شركة جهينة لحريق أتى على 90 % من مصنعها الموجود بمدينة السادس من أكتوبر إلا أن الشركة سرعان ما تداركت الخسائر واستعادت نشاطها بقوة في السوق المصري

## خدمة المجتمع
تسعي الشركة الي تسقيف 600 بيت في صعيد مصر بقرية شندويل بسوهاج.

## الشركات التابعة
- الشركة المصرية لمنتجات الألبان
- الشركة الدولية للصناعات الغذائية الحديـثة
- الشركة المصرية للصناعات الغذائية (إيجيفود)
- شركة المروة للصناعات الغذائية والمركزات الحديثة
- شركة طيبة للتجارة والتوزيع

## وصلات خارجية
- الموقع الرسمي